# Frenkie
Frenkie, właśc. Adnan Hamidović (ur. 31 maja 1982) – bośniacki raper. W swoich utworach często podejmuje temat współczesnej mu sytuacji politycznej w Bośni i Hercegowinie. Członek grupy hip-hopowej Disciplinska komisija.

## Dyskografia

### Albumy
- Odličan CD (2005)
- Povratak Cigana (2007)
- Protuotrov (2009)
- Troyanac (2012)

### Pozostałe wydawnictwa
- DOSTA! (released only in Bosnia; 2006)
- Pokreni se (2008)
- Featuring mixtape (2010)
- Diversidad – The Experience Album (2011)